# Kynophobie
Kynophobie (von altgriechisch κύων kýōn, deutsch ‚Hund‘, und φόβος phóbos, deutsch ‚Furcht‘, vergleiche Phobie) ist eine Angststörung beim Menschen, bei der eine übersteigerte, andauernde und unbegründete Angst vor Hunden besteht. Die Anwesenheit von Hunden ruft bei Betroffenen eine sofortige Angstreaktion hervor, die mit körperlichen Angstsymptomen einhergeht. Die Personen entwickeln eine Erwartungsangst und Vermeidungsverhalten und sind in ihrer Lebensqualität beträchtlich eingeschränkt. Sie erkennen, dass ihre Angst übersteigert ist.
Im Gegensatz zu beispielsweise Angst vor Spinnen stellt eine Kynophobie für die Betroffenen vor allem deshalb eine Beeinträchtigung dar, weil Hunde als sozial akzeptierte Begleiter von Menschen im öffentlichen Verkehrsraum vieler Länder allgegenwärtig sind: So sind in Deutschland rund 12 Millionen Haushunde gemeldet.

## Ursachen und Entstehung
Die Ursache für die Entstehung einer Kynophobie ist unklar. Sie beginnt meist im Kindesalter, kann sich aber in jedem Alter entwickeln. Sie kann im Anschluss an eine traumatische Erfahrung mit einem Hund entstehen, kann aber auch durch den Einfluss von Familienmitgliedern, die Angst vor Hunden haben, oder durch das Beobachten eines Hundeangriffs ausgelöst werden. Möglicherweise spielt auch die Berichterstattung über Hundeangriffe bei der Entstehung einer Kynophobie eine Rolle.
Es gibt die Vermutung, dass Konditionierungsvorgänge bei der Entstehung von Angst vor Hunden eine Rolle spielen. Studien konnten das bisher jedoch nicht bestätigen. Es ist unklar,  warum Menschen mit gleicher Erfahrung teilweise Angst vor Hunden entwickeln, andere nicht.

## Diagnose
Die Diagnose spezifische Phobie, zu der die Kynophobie gehört, wird anhand diagnostischer Kriterien gestellt. Zu deren Einschätzung dienen Interviews, die frei oder standardisiert sein können.
Das DSM-IV enthält folgende Kriterien für eine spezifische Phobie (hier verkürzt wiedergegeben):
- ausgeprägte, anhaltende Angst, die übertrieben oder unbegründet ist
- unmittelbare Angstreaktion bei Konfrontation mit dem phobischen Reiz (hier: Hund)
- die Person erkennt, dass die Angst übertrieben oder unbegründet ist
- die phobischen Situationen werden gemieden oder nur unter starker Angst ertragen
- deutliche Einschränkung der normalen Lebensführung, beruflichen Leistung oder sozialen Aktivitäten oder erhebliches Leiden der Person
- bei Personen unter 18 Jahren hält die Phobie über mindestens 6 Monate an.

## Therapie
Der medizinischen Leitlinie Angststörungen zufolge besteht die Therapie bei spezifischen Phobien, zu denen die Kynophobie gehört, vorwiegend in Psychotherapie in Form von Expositionstherapie, bei der eine Konfrontationstherapie im Vordergrund steht. Unterschieden wird dabei zwischen realen Situationen (in vivo), Situationen in der Vorstellung des Patienten (in sensu) und Situationen unter Nutzung virtueller Realität.
Eine Behandlung ist angezeigt, wenn für den Betroffenen ein mittlerer bis hoher Leidensdruck besteht, psychosoziale Einschränkungen bestehen und/oder bei möglichen Komplikationen wie Suchterkrankungen.
Behandlungsziele sind das Reduzieren von Angstsymptomen und Vermeidungsverhalten, reduzierte Rückfallwahrscheinlichkeit, die Einschränkung der Bewegungsfähigkeit zu bessern, die soziale Integration zu verbessern sowie verbesserte berufliche Leistungsfähigkeit und Lebensqualität.
In der Therapie von Angststörungen wird der Angstkreis verwendet, um Patienten die Vorgänge beim Auftreten von problematischen Ängsten zu erläutern.
Obwohl die Chancen auf einen Behandlungserfolg durch Verhaltenstherapie gut sind, nehmen nur wenige Betroffene medizinische Hilfe in Anspruch.